# Leo Stracké
Leo Paulus Johannes Stracké (* 30. Juli 1851 in Rotterdam; † 17. Februar 1923 in Den Haag) war ein niederländischer Kupferstecher, Bildhauer und Restaurator.

## Leben

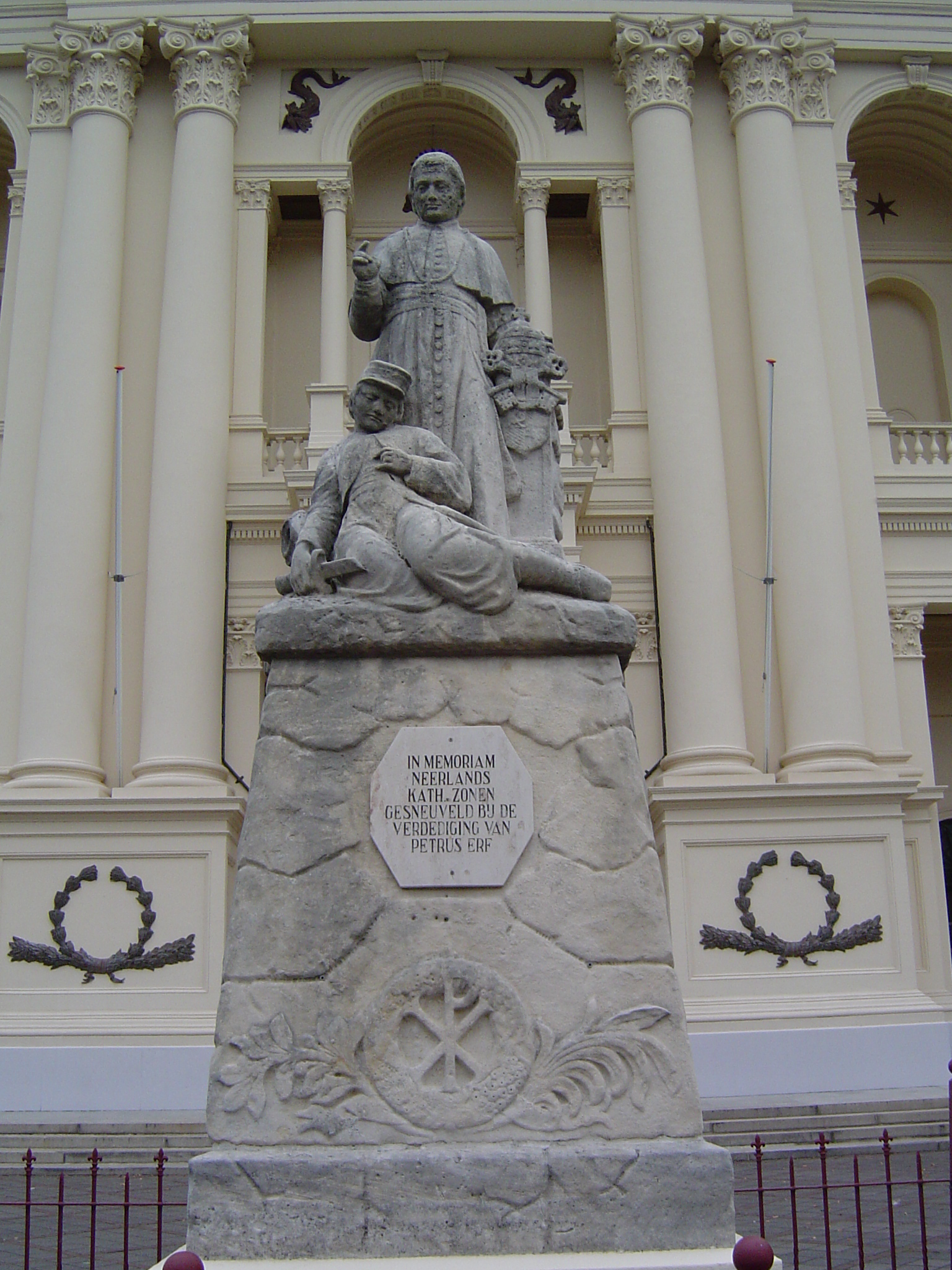
Zuaven-Monument vor der Basilika St. Agatha und Barbara in Halderberge mit Darstellung von Papst Pius IX., 1911

Stracké war Enkel des Bildhauers Ignatius Stracké (1790–1875), Sohn des deutsch-niederländischen Bildhauers Jean Theodore Stracké (1817–1891), jüngerer Bruder des niederländischen Bildhauers Franciscus Leonardus Stracké (1849–1919), Neffe der deutsch-niederländischen Bildhauer Gottfried (Godefridus, 1813–1849) und Frans Stracké (Franciscus Xaverius, 1820–1898) sowie ein Cousin des deutschen Bildhauers Theodor Stracke (1843–1919) und der niederländischen Künstler Xavier (Franciscus Xaverius, 1850–1888) und Louis Stracké (Ludovikus Igantius, 1856–1934).
Er war Schüler seines Vaters und studierte in den Jahren 1870 bis 1872 an der Kunstakademie Düsseldorf. 1870 hatte sich dort auch sein Bruder eingeschrieben und wurde in der 2. Bildhauerklasse von August Wittig unterrichtet. Er selbst war Schüler bei Andreas Müller im Zeichnen und in der Malerei (Elementarklasse) sowie bei Joseph von Keller in der Kupferstecherkunst. 1879 lebte er in ’s-Hertogenbosch, im gleichen Jahr wechselte er nach Rotterdam, wo er bis etwa zur Jahrhundertwende blieb und im historischen Museum der Stadt als Restaurator arbeitete.

## Werk (Auswahl)
- Grabmal für Alex Heyblom auf dem Algemene Begraafplaats in Crooswijk, 1894
- Zuaven-Monument vor der Basilika St. Agatha und Barbara in Halderberge-Oudenbosch mit Darstellung von Papst Pius IX., 1911